# Cyrtopogon semitarius
Cyrtopogon semitarius là một loài ruồi trong họ Asilidae. Cyrtopogon semitarius được Melander miêu tả năm 1923. Loài này phân bố ở vùng Tân Bắc giới.